# Olšovice
Olšovice jsou obec, která se nachází v okrese Prachatice v Jihočeském kraji, zhruba 3 km východně od Netolic, 18 km vsv. od Prachatic a 20 km zsz. od Českých Budějovic. Olšovice leží na severovýchodním okraji Šumavského podhůří (podcelek Bavorovská vrchovina, okrsek Netolická pahorkatina), při zdroji Pištínského potoka. Žije zde 60 obyvatel.

## Historie
První písemná zmínka o obci pochází z roku 1248.

## Pamětihodnosti
- Kaplička na návsi
- Boží muka směrem na Netolice
- Usedlost čp. 28
- Olšovická hrušeň, památný strom na západním okraji Olšovic, necelých 50 m vpravo od silnice z Netolic

## Části obce
- Olšovice
- Hláska

## Galerie

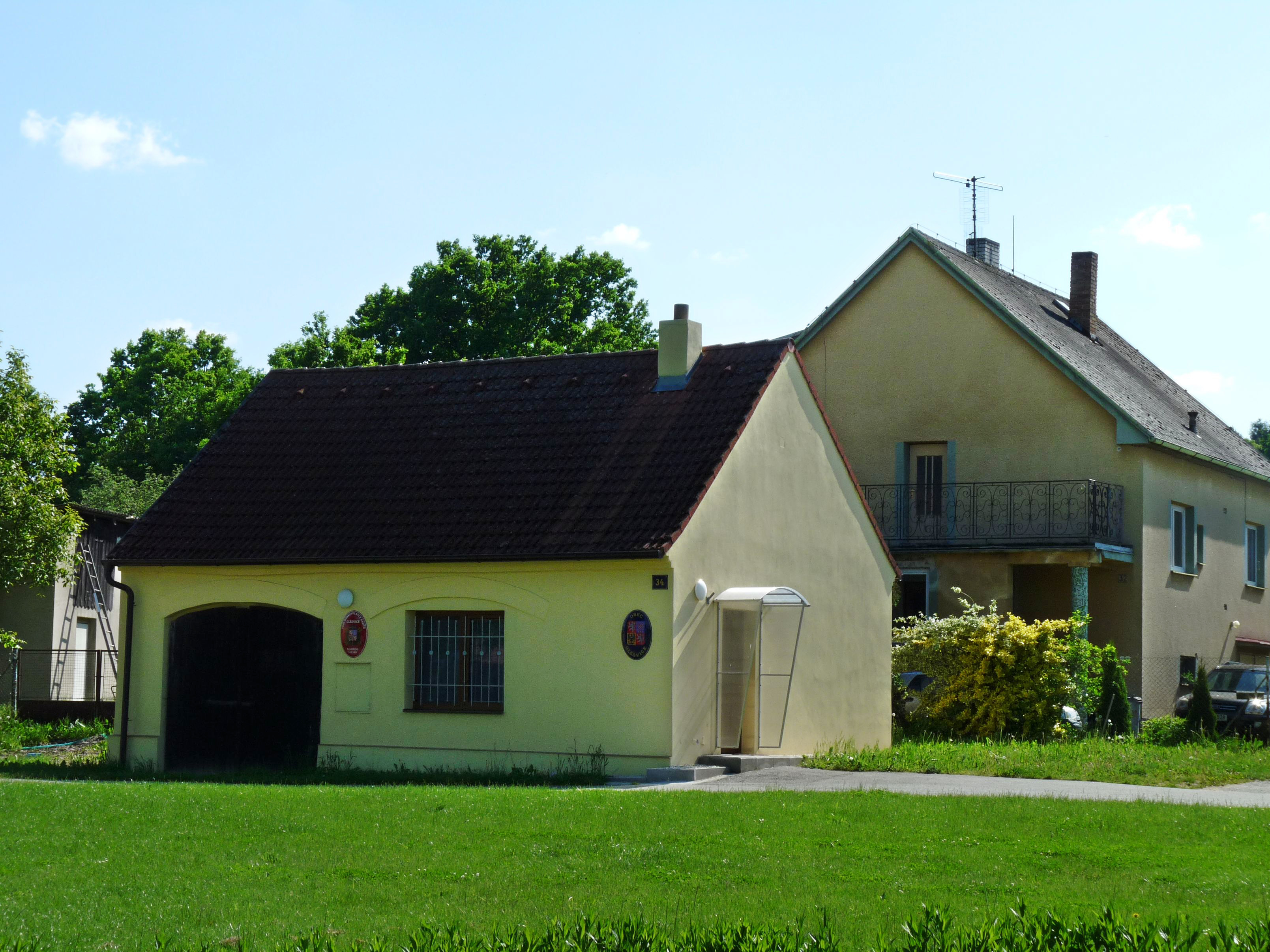
Obecní úřad a hasičská zbrojnice
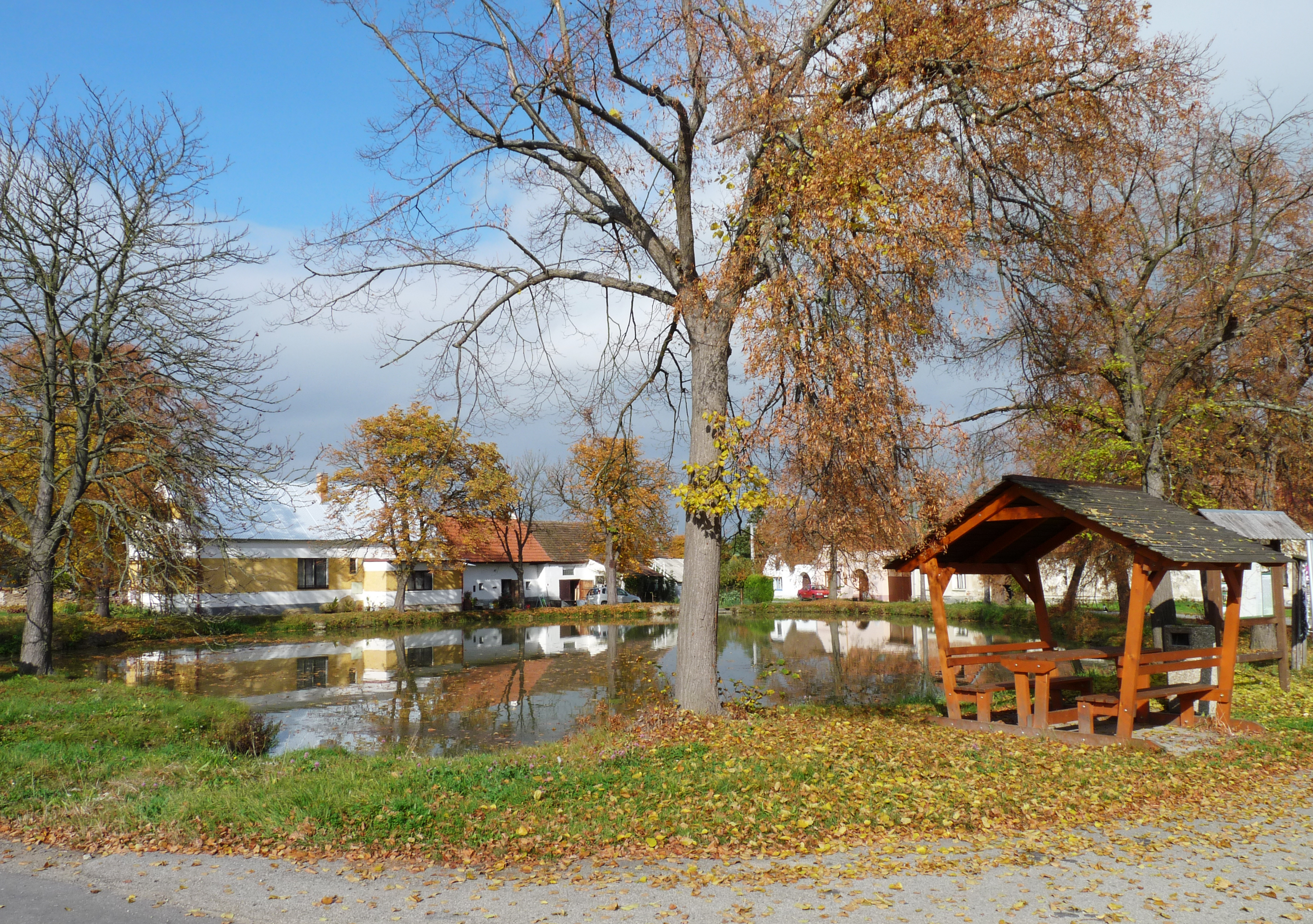
Návesní rybník
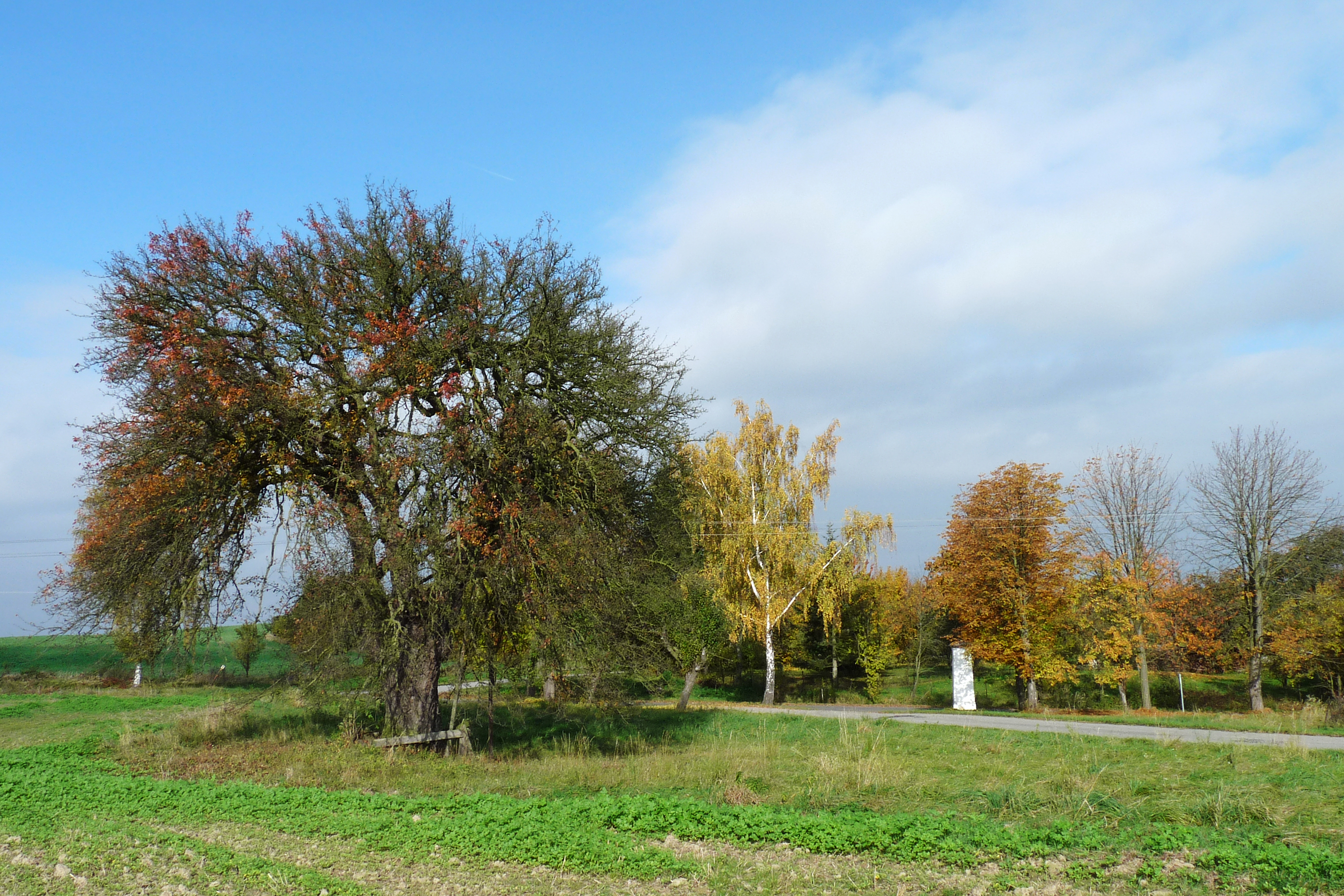
Olšovická hrušeň
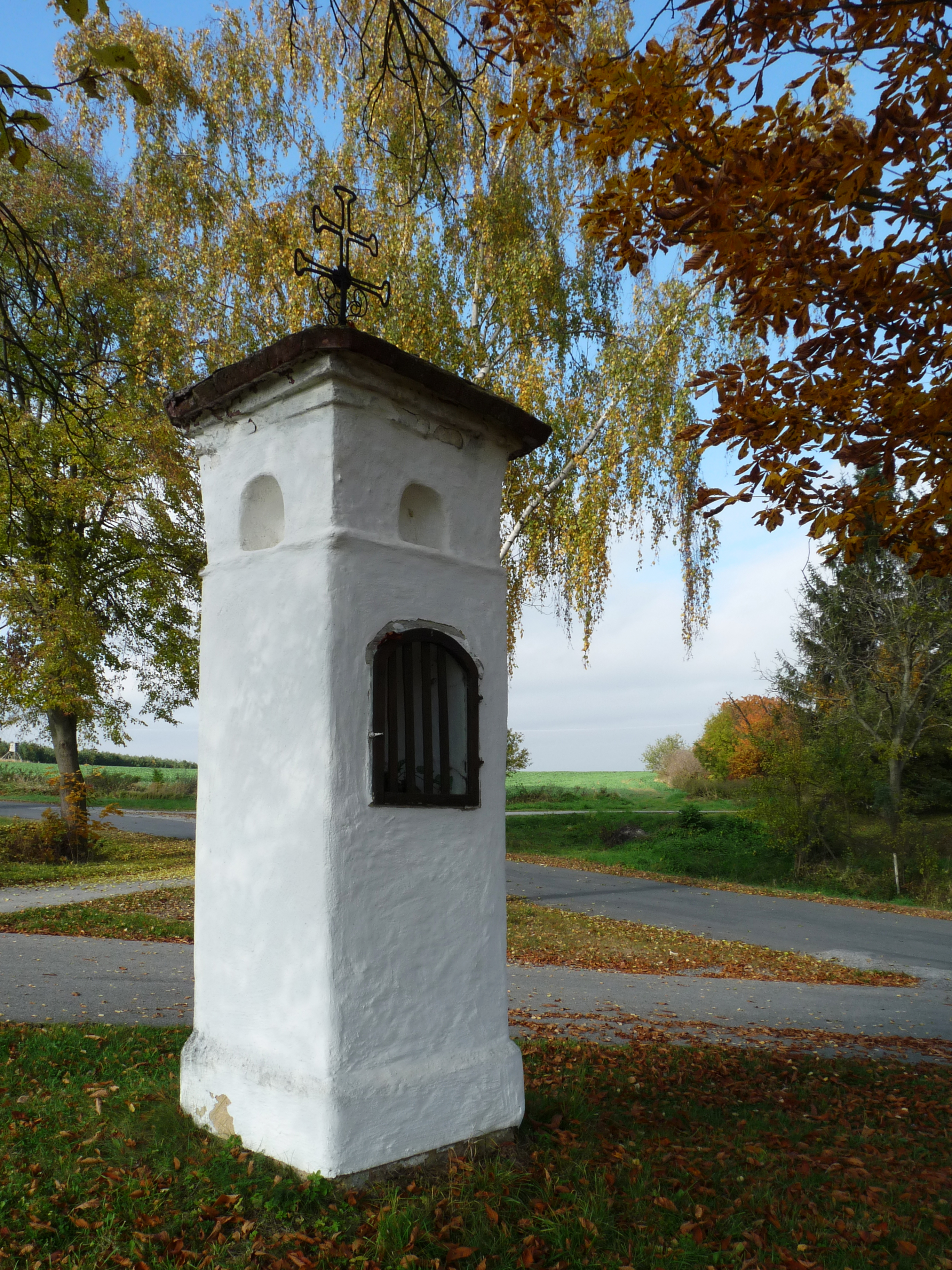
Boží muka